# チャールズ・ラドボーン
チャールズ・ガードナー・"チャーリー"・ラドボーン（Charles Gardner "Charlie" Radbourn、1854年12月11日 - 1897年2月5日）は、アメリカ合衆国ニューヨーク州ロチェスター出身のプロ野球選手（投手）。右投げ右打ち。
愛称は"Old Hoss"（オールド・ホス）。選手登録名もオールド・ホス・ラドボーンである。
実働11年で300勝に到達、シーズン60勝（詳細下記）のメジャーリーグ記録を持つ。

## 経歴
1854年、ニューヨーク州ロチェスターで父チャーリー、母キャロラインの2番目の子供として生まれる。父チャーリーはイギリスからアメリカへ移住し、肉屋として働いていた。
1880年にバッファロー・バイソンズでデビュー。当時は野手として試合に出ていたが、打撃成績が低迷し1年で解雇される。1881年に投手としてプロビデンス・グレイズと契約。その年に41試合に登板して25勝を挙げる。翌1882年に33勝、1883年には76試合に登板して48勝を挙げ、リーグの最多勝投手となった。1883年から1884年にかけては野球ルールの下手投げ制限が撤廃された年であるが、彼はずっとサブマリン投法を通したそうである。
1884年、所属していたプロビデンス・グレイズはユニオン・アソシエーション創立の影響を受け、二枚看板の一人だったチャーリー・スウィーニーがシーズン途中で移籍してしまうという危機に陥る。自らも移籍を考えていたラドボーンはこの事態を逆手に取り、「残り試合を全て投げる」ことを条件にFA権の獲得を球団と交渉したという。特に、この年ラドボーンの登板回数は実に75試合になり（73試合に先発し全試合完投。抑えで2試合登板）、シーズン通算で60勝を挙げただけでなく、奪三振441、防御率も1.38を記録、投手部門の三冠を手中にする。（この年は勝率とセーブ数もトップ。セーブ数は下記を参照）投手三冠王とセーブ王の同時獲得は史上初の快挙で勝率でもトップになったため、史上初の投手主要5部門制覇を達成した（ただし先発五冠とは部門が異なる）。さらにスウィーニーが移籍した後のシーズン後半はほぼ一人で投げぬいた。圧巻はシーズンの終盤で、チームの残り試合数の27試合の全てに登板し、26勝を挙げる活躍をした。またこの年、リーグ優勝チーム同士で争われたポストシーズン・ゲーム（ニューヨーク・メトロポリタンズとの5連戦）でも3連投して3連勝する。
1886年にボストンに移籍、以後投手実働11年で、20勝以上を挙げた年が9シーズンにも及ぶ。ただ飲酒などの影響からかボストン時代は成績の芳しくない年もあり、1887年には自責点及び与四球はリーグ最多を記録する。同年の防御率は4.55だった。
1891年にシンシナティ・レッズ在籍時に通算300勝を達成する。同年引退。引退後、猟銃の事故により片目を失うアクシデントに見舞われる。1897年、梅毒からの合併症によりイリノイ州で死去。42歳。
1939年に、ベテランズ委員会がアメリカ野球殿堂入り選手に選出した。
よくマウンド上で腓返りを起こしていたことから、彼のあだ名Old Hossから転じて足が痙攣していることを意味するcharlie horseという俗語の由来になったという。
投手としての球種はライジングファストボール、(浮き上がるような速球）ドライスピットボール（ナックルのような変化をするボール）、スローチェンジアップ、フェイドアウェイ（スクリュー）、シンカー（米書「guide to pitchers」より）。

## 勝利数について
現在公式にはラドボーンの1884年の通算勝利数は「60」となっているが、現在の野球規則に基づく資料には、ラドボーンの勝利数を「59勝」と記載するものがある。
1884年7月28日のゲームで、ラドボーンは7-4でリードしている6回に救援として登板し、4回を0点に抑えたが、当時のスコアラーは最も勝利に貢献したという理由からラドボーンに勝ちをつけていた。ただ現代のルールに基づけば、この試合の勝ち星は先発投手に与えられ、ラドボーンには「セーブ」が与えられることになるためである。

## 詳細情報

### 年度別投手成績
| 年 度      | 球 団      | 登 板 | 先 発 | 完 投 | 完 封 | 無 四 球 | 勝 利 | 敗 戦 | セ 丨 ブ | ホ 丨 ル ド | 勝 率 | 打 者 | 投 球 回 | 被 安 打 | 被 本 塁 打 | 与 四 球 | 敬 遠 | 与 死 球 | 奪 三 振 | 暴 投 | ボ 丨 ク | 失 点 | 自 責 点 | 防 御 率 | W H I P |
| ---------- | ---------- | ----- | ----- | ----- | ----- | -------- | ----- | ----- | -------- | ----------- | ----- | ----- | -------- | -------- | ----------- | -------- | ----- | -------- | -------- | ----- | -------- | ----- | -------- | -------- | ------- |
| 1881       | PRO        | 41    | 36    | 34    | 3     | --       | 25    | 11    | --       | --          | .694  | 1380  | 325.1    | 309      | 1           | 64       | --    | --       | 117      | 17    | 0        | 162   | 88       | 2.43     | 1.15    |
| 1882       | PRO        | 54    | 51    | 50    | 6     | --       | 33    | 19    | --       | --          | .635  | 1916  | 466.0    | 422      | 6           | 51       | --    | --       | 201      | 23    | 0        | 213   | 109      | 2.11     | 1.02    |
| 1883       | PRO        | 76    | 68    | 66    | 4     | --       | 48    | 25    | --       | --          | .658  | 2540  | 632.1    | 563      | 7           | 56       | --    | --       | 315      | 36    | 0        | 275   | 144      | 2.05     | 0.98    |
| 1884       | PRO        | 75    | 73    | 73    | 11    | --       | 60    | 12    | --       | --          | .831  | 2672  | 678.2    | 528      | 18          | 98       | --    | --       | 441      | 34    | 0        | 216   | 104      | 1.38     | 0.92    |
| 1885       | PRO        | 49    | 49    | 49    | 2     | --       | 28    | 21    | --       | --          | .571  | 1841  | 445.2    | 423      | 4           | 83       | --    | --       | 154      | 34    | 0        | 209   | 109      | 2.20     | 1.14    |
| 1886       | BSN        | 58    | 58    | 57    | 3     | --       | 27    | 31    | --       | --          | .466  | 2162  | 509.1    | 521      | 18          | 111      | --    | --       | 218      | 22    | 0        | 300   | 170      | 3.00     | 1.24    |
| 1887       | BSN        | 50    | 50    | 48    | 1     | --       | 24    | 23    | --       | --          | .511  | 1915  | 425.0    | 505      | 21          | 133      | --    | 14       | 87       | 20    | 0        | 305   | 215      | 4.55     | 1.50    |
| 1888       | BSN        | 24    | 24    | 24    | 1     | --       | 7     | 16    | --       | --          | .304  | 852   | 207.0    | 187      | 8           | 45       | --    | 8        | 64       | 8     | 0        | 110   | 66       | 2.87     | 1.12    |
| 1889       | BSN        | 33    | 31    | 28    | 1     | --       | 20    | 11    | --       | --          | .645  | 1180  | 277.0    | 282      | 14          | 72       | --    | 8        | 99       | 4     | 0        | 151   | 113      | 3.67     | 1.28    |
| 1890       | BOS        | 41    | 38    | 36    | 1     | --       | 27    | 12    | --       | --          | .692  | 1497  | 343.0    | 352      | 8           | 100      | --    | 11       | 80       | 8     | 0        | 183   | 126      | 3.31     | 1.32    |
| 1891       | CIN        | 26    | 24    | 23    | 2     | --       | 11    | 13    | --       | --          | .458  | 963   | 218.0    | 236      | 13          | 62       | --    | 13       | 54       | 8     | 0        | 149   | 103      | 4.25     | 1.37    |
| 通算：11年 | 通算：11年 | 527   | 502   | 488   | 35    | --       | 310   | 194   | --       | --          | .614  | 18918 | 4527.1   | 4328     | 118         | 875      | --    | 54       | 1830     | 214   | 0        | 2273  | 1347     | 2.68     | 1.15    |

- 各年度の太字はリーグ最高、赤太字はMLB記録。

### 獲得タイトル・記録
- 投手三冠：1回（1884年）
- 最多勝利：2回（1883年、1884年）
- 最優秀防御率：1回（1884年 (1.38) ）
- 最多奪三振：2回（1882、1884年）
- 最多セーブ：1回（1884年）
- リーグ優勝：1884年
- シーズン最多勝利数:60勝（1884年）
- 通算完投数：489（歴代8位）
- 投手五冠王（1884年）